# Françoise Miquelis
Françoise Miquelis est une actrice française de théâtre, de cinéma et de télévision. Elle vit dans les Hauts-de-Seine. Elle travaille en particulier avec Jean-Claude Penchenat.

## Filmographie

### Longs métrages
- 1991 : L'Entraînement du champion avant la course de Bernard Favre : une cliente
- 1992 : L.627 de Bertrand Tavernier : Nurse
- 1999 : Ça commence aujourd'hui de Bertrand Tavernier : Mme Duhem
- 1999 : Du bleu jusqu'en Amérique de Sarah Lévy : Hélène, l'infirmière
- 2008 : Cash d'Éric Besnard : la femme curiste
- 2008 : La Personne aux deux personnes de Nicolas et Bruno : l"infirmière-chef
- 2008 : Sur ta joue ennemie de Jean-Xavier de Lestrade : conseillère d'insertion
- 2009 : 8 fois debout de Xabi Molia : la directrice
- 2010 : Gardiens de l'ordre de Nicolas Boukhrief : Jeanne, la gardienne de l'immeuble
- 2011 : Mon pire cauchemar d'Anne Fontaine : la psychologue
- 2013 : Joséphine d'Agnès Obadia : la mère de Joséphine
- 2013 : Fonzy d'Isabelle Doval : la juge Rattier
- 2013 : La Marche de Nabil Ben Yadir : Georgina Dufoix
- 2018 : Comme des rois de Xabi Molia : la femme de la visite
- 2020 : 10 jours sans maman de Ludovic Bernard : la directrice d'école
- 2022 : The Pilot (Pilote) de Paul Doucet : Bouvier

### Courts métrages
- 2002 : Mademoiselle Eva de Jérôme Descamps :
- 2017 : Les trompes de ma mère de Sarah Heitz de Chabaneix : Béatrice

### Télévision
- 2011 : Les Livres qui tuent de Denys Granier-Deferre : Valeriane
- 2011 : Qui sème le vent de Fred Garson : la ministre des affaires étrangères

## Théâtre
- 2018 : Le Banquet, de Mathilda May[3]
- 2012 : Le Bal  d'après le roman d'Irène Némirovsky mise en scène par Virginie Lemoine[3]
- 2002 : Prends bien garde aux zeppelins de Didier Flamand mise en scène par lui-même[3]
- 1996 : Peines d'amour perdues (en anglais : Love's Labour's Lost) d'après William Shakespeare mise en scène Jean-Claude Penchenat[3]